# Аннаберг (район)
А́ннаберг (нем. Annaberg) — бывший район в Германии.
Центр района — город Аннаберг-Буххольц. Район входил в землю Саксония. Подчинён был административному округу Кемниц. Занимал площадь 438,17 км². Население 81,9 тыс. чел. (2007). Плотность населения 187 человек/км².
Официальный код района — 14 1 71.
После 2008 года стал частью объединённого района Рудные Горы в новообразованном дирекционном округе Хемниц.
Район подразделялся на 17 общин.

## Города и общины
Города
1. Аннаберг-Буххольц (22.655)
2. Гайер (4.001)
3. Йёштадт (3.201)
4. Обервизенталь (2.633)
5. Тум (5.776)
6. Шайбенберг (2.331)
7. Шлеттау (2.688)
8. Эльтерлайн (3.202)
9. Эренфридерсдорф (5.225)

Общины
1. Беренштайн (2.682)
2. Визенбад (3.710)
3. Геленау (4.671)
4. Зематаль (7.265)
5. Кёнигсвальде (2.388)
6. Кроттендорф (4.541)
7. Мильденау (3.728)
8. Танненберг (1.249)

Объединения общин
Управление Беренштайн
Управление Гайер
Управление Шайбенберг-Шлеттау
(30 июня 2007)